# Álex Millán
Alejandro Millán Iranzo (Zaragoza, 7 de noviembre de 1999), conocido como Álex Millán, es un futbolista español. Juega como delantero en el C. D. Leganés de la Segunda División de España.

## Trayectoria
Nacido en Zaragoza, en la comunidad autónoma de Aragón, Álex se une a la cantera del Real Zaragoza a los 9 años en 2009. En julio de 2016 se marchó al Villarreal C. F. para jugar en su juvenil "A" por 350 000€.
El 27 de agosto de 2017, aún siendo juvenil, debuta con el equipo C cuando entró como sustituto de Andrei Rațiu en un empate a cero frente al Crevillente Deportivo en la Tercera División. Asciende definitivamente al C en la temporada 2018-19 y anotó sus primeros goles como profesional el 12 de octubre de 2018, cuando metió un hat-trick al C. D. Acero en una victoria del Villarreal "C" por 4 a 2.
Millán ascendió al primer filial en 2019 militando así la Segunda División B. Debutó con el primer equipo el 16 de diciembre de 2020, entrando como sustituto de Dani Raba en una victoria por 6 a 0 frente al S. D. Leoia en la Copa del Rey.
Debutaría finalmente en Primera División tres días después, el 19 de diciembre, sustituyendo a Gerard Moreno en una victoria por 3 a 1 frente al C. A. Osasuna. El 13 de agosto de 2021 se incorporó como cedido al Círculo de Brujas por un año. A finales de enero se canceló la cesión para completar la temporada en el Union Saint-Gilloise.
El 8 de julio de 2022 fue cedido por una temporada al F. C. Famalicão portugués para competir en la Primeira Liga. Sin embargo, a inicios de enero se canceló la cesión para regresar a Villarreal y jugar con el filial.
El 17 de junio de 2023 firmó por el Real Oviedo por dos temporadas. Durante la pretemporada sufrió una rotura de ligamento cruzado y no fue hasta el 2 de marzo de 2024 que debutó en partido oficial ante el Albacete Balompié. Jugó otros ocho encuentros y en el mes de agosto fue traspasado al S. C. Farense portugués. En este equipo estuvo hasta enero, momento en el que rescindió su contrato y se unió al F. C. Cartagena para lo que restaba de campaña. En ese tramo marcó seis goles en la Segunda División y en junio se incorporó al C. D. Leganés.

## Estadísticas
Actualizado al último partido disputado el 2 de noviembre de 2024.

### Clubes
| Club                           | Div.          | Temporada     | Liga  | Liga  | Copas nacionales | Copas nacionales | Total | Total |
| Club                           | Div.          | Temporada     | Part. | Goles | Part.            | Goles            | Part. | Goles |
| ------------------------------ | ------------- | ------------- | ----- | ----- | ---------------- | ---------------- | ----- | ----- |
| Villarreal C. F. "C" · España  | 3.ª           | 2017-18       | 1     | 0     | ―                | ―                | 1     | 0     |
| Villarreal C. F. "C" · España  | 3.ª           | 2018-19       | 36    | 16    | ―                | ―                | 36    | 16    |
| Villarreal C. F. "C" · España  | Total club    | Total club    | 37    | 16    | —                | —                | 37    | 16    |
| Villarreal C. F. "B" · España  | 2.ª B         | 2019-20       | 18    | 3     | ―                | ―                | 18    | 3     |
| Villarreal C. F. "B" · España  | 2.ª B         | 2020-21       | 22    | 10    | ―                | ―                | 22    | 10    |
| Villarreal C. F. · España      | 1.ª           | 2020-21       | 1     | 0     | 1                | 1                | 2     | 1     |
| Villarreal C. F. · España      | Total club    | Total club    | 1     | 0     | 1                | 1                | 2     | 1     |
| Círculo de Brujas · Bélgica    | 1.ª           | 2021-22       | 18    | 3     | 2                | 0                | 20    | 3     |
| Círculo de Brujas · Bélgica    | Total club    | Total club    | 18    | 3     | 2                | 0                | 20    | 3     |
| Union Saint-Gilloise · Bélgica | 1.ª           | 2021-22       | 8     | 1     | ―                | ―                | 8     | 1     |
| Union Saint-Gilloise · Bélgica | Total club    | Total club    | 8     | 1     | —                | —                | 8     | 1     |
| F. C. Famalicão Portugal       | 1.ª           | 2022-23       | 13    | 2     | 5                | 0                | 18    | 2     |
| F. C. Famalicão Portugal       | Total club    | Total club    | 13    | 2     | 5                | 0                | 18    | 2     |
| Villarreal C. F. "B" · España  | 2.ª           | 2022-23       | 20    | 4     | ―                | ―                | 20    | 4     |
| Villarreal C. F. "B" · España  | Total club    | Total club    | 60    | 17    | —                | —                | 60    | 17    |
| Real Oviedo · España           | 2.ª           | 2023-24       | 9     | 0     | 0                | 0                | 9     | 0     |
| Real Oviedo · España           | Total club    | Total club    | 9     | 0     | 0                | 0                | 9     | 0     |
| S. C. Farense Portugal         | 1.ª           | 2024-25       | 8     | 0     | 1                | 0                | 9     | 0     |
| S. C. Farense Portugal         | Total club    | Total club    | 8     | 0     | 1                | 0                | 9     | 0     |
| F. C. Cartagena · España       | 2.ª           | 2024-25       | 19    | 6     | 0                | 0                | 19    | 6     |
| F. C. Cartagena · España       | Total club    | Total club    | 1     | 0     | 0                | 0                | 19    | 6     |
| Total carrera                  | Total carrera | Total carrera | 154   | 39    | 9                | 1                | 182   | 46    |